# Sant Sebastià (Santa Maria de Palautordera)
Sant Sebastià, el Remei o Nostra Senyora del Remei és una capella a la divisió de termes entre Santa Maria i Sant Esteve de Palautordera (al Vallès Oriental) davant del Santuari del Remei. Entre 1792 i 1800 es va construir un nou edifici, a l'altre costat de la carretera, i aquesta primitiva capella fou abandonada, sent ara una mena de magatzem protegit com a bé cultural d'interès local.
La façana és molt senzilla, solament té la porta d'entrada i una petita obertura vertical de pedra, per entrar la llum. S'observa la caiguda de l'arrebossat que era construïda en pedra. El seu origen cal cercar-lo al principi del segle xvi, quan es construí com a santuari dedicat a Sant Sebastià, més tard passà la devoció a la Mare de Déu del Remei. Entre els anys 1792 i 1800 es va construir un nou santuari, l'actual capella de Nostra Senyora del Remei. S'abandonà la primitiva en la qual s'havia establert la confraria de Nostra Senyora del Remei a finals del segle xvi. Aquesta capella encara es conserva però està a l'altre cantó de carretera.